# 管壳藻目
管壳藻目(Bacillariophyta)為藻類植物之一植物目。該植物於植物分類表上，歸於矽藻門。
同綱者尚有無殼藻目、單殼藻目、短殼藻目、雙殼藻目等等植物目。